# The Return of the Northern Moon
The Return of the Northern Moon – drugie demo nagrane przez grupę muzyczną Behemoth w Gdańskim Warrior Studio przy pomocy Krzysztofa "Krisa" Maszoty. Wydane przez Pagan Records w 1993 roku na kasecie magnetofonowej oraz w 1995 roku na płycie winylowej przez Last Epitaph Records. W 2011 roku na podstawie pomysłu Bartłomieja Krysiuka ukazała się reedycja dema na kasecie magnetofonowej oraz na płycie gramofonowej i kompaktowej. Nagrania wydała należąca do Krysiuka firma Witching Hour Productions.

## Lista utworów
Opracowano na podstawie materiału źródłowego.
| Nr | Tytuł utworu                     | Słowa                      | Muzyka      | Długość |
| -- | -------------------------------- | -------------------------- | ----------- | ------- |
| 1. | „...Of My Worship”               | utwór instrumentalny       | Adam Darski | 0:56    |
| 2. | „Summoning of the Ancient Gods”  | Adam Darski, Adam Muraszko | Adam Darski | 7:19    |
| 3. | „Dark Triumph”                   | Adam Darski, Adam Muraszko | Adam Darski | 5:08    |
| 4. | „Rise of the Blackstorm of Evil” | Adam Darski, Adam Muraszko | Adam Darski | 6:33    |
| 5. | „Monumentum (Intro)”             | utwór instrumentalny       | Adam Darski | 1:21    |
| 6. | „Aggressor (cover Hellhammer)”   |                            |             | 3:22    |
| 7. | „Outro”                          | utwór instrumentalny       | Adam Darski | 3:00    |
|    |                                  |                            |             | 27:39   |

## Twórcy
Opracowano na podstawie materiału źródłowego.
Zespół Behemoth w składzie
- Adam "Nergal" Darski - śpiew, gitara elektryczna, gitara basowa
- Adam "Baal" Muraszko - perkusja

Dodatkowi muzycy
- Robert "Rob Darken" Fudali - gościnnie instrumenty klawiszowe

Produkcja
- Krzysztof "Kris" Maszota - inżynieria dźwięku, miksowanie

## Wydania
| Rok  | Nr katalogowy | Format                  | Wytwórnia                 | Region | Źródło |
| ---- | ------------- | ----------------------- | ------------------------- | ------ | ------ |
| 1993 | MOON 002      | kaseta kompaktowa       | Pagan Records             | Polska | [ 4 ]  |
| 1995 | LEP 011       | płyta winylowa          | Last Epitaph Records      | Niemcy | [ 5 ]  |
| 2011 | EVIL 019 LP   | płyta winylowa          | Witching Hour Productions | Świat  | [ 3 ]  |
| 2011 | EVIL 001 MC   | kaseta kompaktowa       | Witching Hour Productions | Świat  | [ 3 ]  |
| 2011 | EVIL 030 CD   | płyta kompaktowa LTD DG | Witching Hour Productions | Świat  | [ 3 ]  |